# لانس بال
لانس بال (بالإنجليزية: Lance Ball)‏ (19 يونيو 1985 في الولايات المتحدة - ) هو لاعب كرة قدم أمريكية ولاعب كرة قدم أمريكي في مركز راكض للخلف ‏. لعب مع إنديانابوليس كولتس وتينيسي تايتانز ودنفر برونكوز ولوس أنجيليس رامز.

## وصلات خارجية
- لانس بال على موقع مرجع كرة القدم المحترفة.كوم (الإنجليزية)